# Solving the E-waste Problem
 (juin 2024).
Si vous disposez d'ouvrages ou d'articles de référence ou si vous connaissez des sites web de qualité traitant du thème abordé ici, merci de compléter l'article en donnant les références utiles à sa vérifiabilité et en les liant à la section « Notes et références ».
StEP (en anglais : Solving the E-waste Problem) est une initiative internationale. Elle compte parmi ses membres quelques-uns des acteurs principaux du secteur de la production, de la réutilisation et du recyclage d’équipement électrique et électronique (EEE), mais aussi diverses organisations gouvernementales et internationales ; trois organisations onusiennes se sont engagées à constituer une plateforme de travail pour StEP. 
Le but de l’initiative est d’engager une collaboration entre les agents concernés par les déchets électriques et électroniques, tout en mettant l’accent sur des solutions holistiques.

## Histoire
Suivant une phase préparatrice de trois ans, engagée par l’UNU (Université des Nations unies), promotionteam wetzlar et Hewlett-Packard, l’initiative StEP a été officiellement lancée en mars 2007. Elle compte parmi ses membres des ONG, des institutions politiques et des représentants de l’économie et de la science, qui se préoccupent des problèmes complexes générés par les déchets électriques et électroniques.

## Objectifs et moyens
« Un des premiers buts de l’initiative est de trouver des lignes directrices globales pour le traitement des déchets électroniques et la promotion de méthodes durables de récupération. » Communiqué de presse de l'initiative
L’initiative est constituée de groupes de travail (Task Forces) collaborant parmi elles, chacune étant spécialisée dans une thématique spécifique. Dans son travail, l’initiative accorde une grande importance à la collaboration avec des institutions gouvernementales, afin de permettre une application pratique immédiate de ses résultats de recherche. L’initiative StEP est coordonnée par l’organe de recherche des Nations unies, l’Université des Nations unies (UNU).
L’objectif à moyen termes de l’initiative « est – se basant sur des analyses scientifiques – un standard globalement accepté pour le conditionnement et l’évitement de déchets électroniques, entre autres visant à réduire les pratiques de traitement de déchets d’arrière-cours, dont proviennent un grand nombre de dangers pour les humains et pour l’environnement. » (Rüdiger Kühr, Executive Secretary de l’initiative). Afin de parvenir à cette fin, l’initiative StEP conçois et réalise des projets à partir d’un dialogue interdisciplinaire. Ainsi sont élaborés des solutions durables, qui réduisent les risques à l’environnement, augmentent l’efficience des ressources et énergétique et favorisent le développement.[Par exemple ?]

## L’organisation de l’initiative
L’organe premier de l’initiative est l’assemblée générale, qui décide de l’orientation générale de StEP. À la base de cette assemblée est un « Memorandum of Understanding », signé par tous les membres, qui fixe les principes de l’initiative. Un secrétariat, hébergé par l’UNU à Bonn, est mandaté d’accomplir les tâches quotidiennes de l’initiative. Un « Steering Committee », composé de représentants des primaires groupes d’intérêt, surveille les progrès de l’initiative. 
Les cinq Task Forces (TF) forment l’élément clé de l’initiative. Elles se répartissent les thématiques suivantes : « Policy », « ReDesign », « ReUse », « Recycling » et « Capacity Building ». Dans leur travail, elles effectuent des recherches et des analyses autour de leur sujet et réalisent des projets.
TF1 – Policy : Le but de cette Task Force est un compte rendu et une analyse des solutions et mesures légales et para légales actuelles concernant les déchets électroniques. À partir de ces analyses sont établis des recommandations pour des activités régulatrices à venir.
TF2 – ReDesign : Cette Task Force s’engage dans le développement d’EEE. Dans ce cadre, elle se focalise sur la réduction des effets nuisibles que ces appareils produisent durant tout leur cycle de vie. Le groupe prend aussi en compte la situation particulière des pays en développement.
TF3 – ReUse : Le domaine d’activité de cette Task Force se situe dans la réutilisation de l’EEE. Elle travaille vers la détermination et dissémination de principes et de standards promouvant la durabilité.
TF4- Recycling : L’objectif de cette Task Force est l’amélioration des infrastructures, des systèmes et des technologies d’un recyclage durable.
TF5 – Capacity Building : L’objectif premier de cette Task Force est de rendre le public attentif aux problèmes résultants des déchets électriques et électroniques. Cet objectif est atteint par la publication de résultats de recherche, obtenus par une Task Force de StEP, ou par des tiers, non membres de l’initiative. Afin d’y parvenir, la Task Force crée ou intègre des réseaux personnels ou développe et utilise des outils de collaboration virtuels, principalement utilisant internet.

## Les principes clefs de l’initiative
1.	Dans son travail, StEP se base sur des connaissances scientifiques et prend en compte les aspects sociaux, écologiques et économiques des problèmes liés aux déchets électriques et électroniques.
2.	StEP analyse le cycle de vie entier des produits électriques et électroniques. Ceci englobe leur livraison, leur traitement et les mouvements de matériaux sur une échelle planétaire.
3.	Les recherches et projets des StEP sont désignés à trouver des solutions durables au problème des DEEE.
4.	StEP condamne tout acte illicite, incluant le mouvement transfrontalier illégal de DEEE et les procédés de traitement qui ont des conséquences nuisibles pour l’environnement ou les êtres humains.
5.	StEP désire promouvoir des processus de réutilisation et de recyclage qui sont sûrs et écologiques, tout en considérant les responsabilités sociales liées à ces traitements.

## Sources
- (en) Cet article est partiellement ou en totalité issu de l’article de Wikipédia en anglais intitulé « Solving the E-waste Problem (StEP) » (voir la liste des auteurs).